# Dudum siquidem (Alexander VI.)
Dudum siquidem  (deutsch: „Insofern vor kurzem“, so die Anfangsworte, die der Bulle den Namen gaben) ist eine päpstliche Bulle von Papst Alexander VI., die am 26. September 1493 veröffentlicht wurde. In der Bulle werden in der Hauptsache die bisher verliehenen  Privilegien an das spanische und das portugiesische Königshaus zusammengefasst. 

## Historischer Hintergrund
Nach den  Entdeckungsfahrten des Christoph Kolumbus (1492) waren die Spanier an der Regelung einer Gebietsaufteilung interessiert, zumal der portugiesische König die von Kolumbus entdeckten Gebiete und Inseln zum portugiesischen Besitz erklärt hatte. Dieses veranlasste Papst Alexander VI. einzugreifen. 1493 wurden in rasanter  Folge mehrere Bullen erlassen, der Papst wollte somit anderen Ländern Gebietsansprüche in der „Neuen Welt“ erschweren.

### Schenkungsbulle
Die Bulle Inter caetera vom 3. Mai 1493 war eine Schenkungsbulle an die Könige von  Kastilien und León, der Papst überließ ihnen die im Westen entdeckten und eroberten Inseln und Länder, mit der Auflage, in die Neue Welt  Missionare zu entsenden. Da eine zweite Bulle mit demselben Namen folgte, wird die erste Bulle genauer als Inter caetera I bezeichnet.

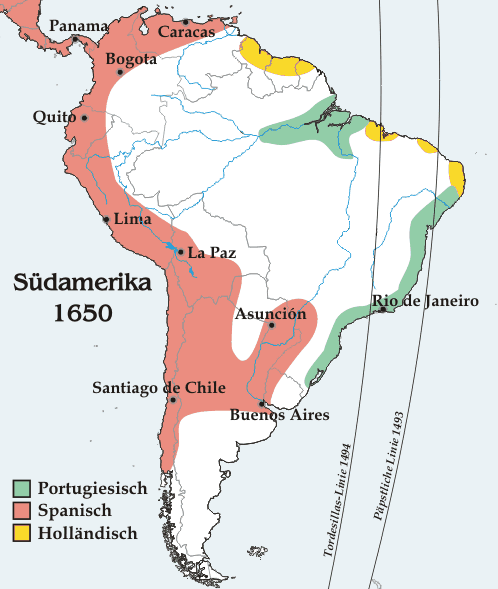
Die Trennlinien von 1493 und 1494

### Demarkationslinie
Die zweite Bulle trug den gleichen Namen wie die vorhergehende Schenkungsbulle und wird genauer als Inter caetera II bezeichnet. Sie wurde zwar am 28. Juni 1493 erlassen, aber auf den 4. Mai 1493 rückdatiert. Zu den inhaltlichen Wiederholungen der ersten Bulle führte der Papst nun eine zweihundert Meilen westlich der Azoren und Kapverden vom  Nord- zum Südpol festgelegte Trennzone ein (siehe Bild). Diese Bulle erhielt nun einen päpstlichen Entdeckungsauftrag, der aber für andere Staaten durch den spanischen König genehmigt werden musste. Bei einer Missachtung kündigte der Papst einen automatischen Kirchenbann an.

### Privilegserweiterung für Portugal
Mit der dritten Bulle Eximiae devotionis, die ebenfalls auf den 3. Mai 1493 rückdatiert war, erweiterte Alexander VI. die Privilegien auch auf die von den Portugiesen erkundeten Gebiete an den Küsten  Afrikas. Das Recht auf  Versklavung der  heidnischen Völker wurde allerdings nicht mehr erteilt, da der  Kreuzzugsgeist den Missionsauftrag abgelöst hatte. 

### Bestätigung zur Mission
Ein  Missionsauftrag wurde mit der vierten päpstlichen Bulle Piis fidelium (datiert auf den 25. Juni 1493) der kastilischen  Krone noch einmal ausdrücklich erteilt.

## Dudum siquidem: Zusammenfassung und Vermittlung
Schließlich fasste Papst Alexander VI. mit der fünften Bulle zu diesem Zusammenhang Dudum siquidem alle bisher ausgesprochenen Privilegien zusammen. Eingangs ging er auf die Vorläuferbullen ein, er lobte die spanischen und portugiesischen Könige als treue Herren und erinnerte nochmals an die verliehenen Rechte,  Gerichtsbarkeiten, die Macht und Autorität. Er forderte den spanischen und portugiesischen König auf, dieses Geschenk ('aus reiner Großmut') anzunehmen, und sicherte ihnen die Unterstützung und die Erbfolge zu allen Gebieten zu. Er unterstrich die volle und freie Macht sowie die komplette Autorität in den bereits erwähnten Gebieten. Allen denen, die gegen diese Amtsübertragung verstoßen, ob Ritter oder Geistlicher, drohte er die  Exkommunikation an.